# Una vez más
Una vez más fue un programa de televisión chileno transmitido por Canal 13 entre el 29 de julio de 1988 y el 29 de noviembre de 1996, que era conducido por Raúl Matas y dirigido por Felipe Pavez.

## Historia
Después del término de Vamos a ver a mediados de 1983, y de su salida de Televisión Nacional de Chile en marzo de 1986, el conductor Raúl Matas decide emigrar a Canal 13 en agosto de 1987, y así realizar un programa fiel a su estilo de animación. Primero hace especiales que alternaban cada última semana del mes con Mediomundo, los viernes desde agosto a noviembre, estos especiales eran muy similares a Vamos a ver. Así nacería Una Vez Más el 29 de julio de 1988, que entre 1989 y 1994 empezaba una vez terminado el ciclo de Martes 13. Fue un suceso de sintonía y uno de los principales programas donde se daban cita los artistas del momento, tanto nacionales como internacionales.
En 1988 y 1996, Una vez más se transmitía los viernes. En 1995 se transmitió los sábados, y en el resto de sus temporadas entre 1989 y 1994 se transmitía los martes.
Una vez más se terminó el 29 de noviembre de 1996, debido a unos problemas de salud de Raúl Matas y fue reemplazado por unos programas conducidos por él y dirigidos por Felipe Pavez: Café de Noche (estrenado el 1 de agosto de 1997) y Si se la puede, gana (el 6 de agosto de 1998).

## Reparto
En la primera temporada de 1988 estuvieron el comediante Andrés Rillón y los actores Soledad Alonso y Juan Carlos Bistoto, quienes hacían a un director de cámaras, una asistente de producción y un coordinador de piso, respectivamente. En la segunda temporada de 1989 se agrega el diálogo inicial de Raúl Matas con el ratón Topo Gigio, y antes del comienzo del mismo y en medio de los comerciales, los personajes de "Cata" (Gloria Münchmeyer) y "Lala" (Claudia Di Girólamo) que anunciaban las atracciones desde algún lugar de Canal 13.
En la tercera temporada de 1990, debutan las "noticias" de Álvaro Salas, quien por esa época era miembro del conjunto Pujillay y llegaron un "garzón" interpretado por Fernando Alarcón, que se caracterizaba por interrumpir a Matas en las conversaciones con sus invitados y Checho Hirane, con su humor más atrevido. Mientras que el humor más clásico estaba a cargo de la actriz Ana González con "La Desideria", su recordado personaje de asesora del hogar. 

## Invitados
Una vez más contó con varios invitados de diversos rubros, sean cantantes, animadores, números de varieté o humoristas. Algunos de ellos fueron:

### Cantantes
- Antonio Prieto
- Lucho Gatica
- Fernando Ubiergo
- Alberto Plaza
- Gloria Simonetti
- José Alfredo Fuentes
- Los Huasos Quincheros
- Fernando Montes
- Luis Dimas
- Nicole
- Buddy Richard
- Los Prisioneros
- La Ley
- Irene Llano
- Myriam Hernández
- Alexandra
- Roberto Vander
- El Monteaguilino
- René Inostroza
- Zalo Reyes
- Pablo Herrera
- Sandro
- León Gieco
- Valeria Lynch
- Piero
- Soda Stereo
- Fabiana Cantilo
- Sandra Mihanovich
- Celeste Carvallo
- Pablo Ruiz
- Palito Ortega
- Silvana Di Lorenzo
- Tormenta
- Mercedes Sosa
- Alejandro Lerner
- Roberto Carlos
- Caetano Veloso
- Paralamas
- Orquesta de la Luz
- Amparito Jiménez
- Armando Hernández
- La Sonora Dinamita
- José Luis Perales
- Ana Belén
- Camilo Sesto
- Isabel Pantoja
- Raphael
- Miguel Bosé
- Paloma San Basilio
- Sergio Dalma
- Dúo Dinámico
- Joaquín Sabina
- Locomia
- Laura Branigan
- Vikki Carr
- Stanley Clarke y Randy Brecker
- Debbie Gibson
- Chubby Checker
- Hall & Oates
- Ricardo Arjona
- Samantha Fox
- Salvatore Adamo
- Daniela Romo
- Lucero
- Marisela
- Pandora
- Yuri
- Angélica María
- Cristian Castro [cita requerida]
- Verónica Castro
- Garibaldi
- Estefanía de Mónaco
- Chayanne
- José Feliciano
- Nydia Caro
- Gervasio
- Los Iracundos
- José Luis Rodríguez
- Ricardo Montaner

### Humoristas
- Álvaro Salas
- Felo
- Checho Hirane
- Natalia Cuevas
- La Desideria
- Hermógenes Conache
- Raúl Vale
- Hugo Varela
- Gilberto Guzmán
- Ricardo Meruane
- Coco Legrand
- Jorge Romero "Firulete"
- Jorge "Chino" Navarrete
- Sandy
- Los Jaujarana
- Pujillay
- Mc Phantom
- Jorge Porcel
- Juan Verdaguer
- Les Luthiers
- Copucha, Chirola y Cuchara.

### Actores
- Claudia Di Girolamo
- Gloria Munchmeyer
- Coca Guazzini
- Roberto Poblete
- Emilio Gaete
- Silvia Piñeiro
- Luis Gnecco
- Malucha Pinto
- Roberto Vander
- Rosita Ramírez
- Patricio Achurra
- Gonzalo Robles
- Willy Semler
- Alfredo Castro
- Sandro Larenas
- Leonor Benedetto
- Soledad Silveyra
- Marilina Ross
- Ricardo Darín
- Arturo Puig
- Graciela Alfano
- Imanol Arias

### Animadores
- Mario Kreutzberger Don Francisco
- José Alfredo Fuentes
- Andrea Tessa
- Hernán Precht
- Antonio Vodanovic
- Javier Miranda
- Juan La Rivera
- José María Navasal
- Marina de Navasal
- Jorge Rencoret
- Julio Martínez Prádanos
- Kike Morandé

### Varietés
- Sara Nieto
- Maitén Montenegro
- Gerardo Parra
- El Mago Helmut
- Barbi Benton
- Shannon Tweed
- Susana Giménez
- Moria Casán
- Susana Traverso
- Noemí Alan
- Teresita Rouge
- Sandra Villarruel
- Ámbar La Fox
- Reina Reech
- Maripepa Nieto
- Carmen Barbieri
- Tony Kamo

### Deportistas
- Leonardo Véliz
- Carlos Caszely
- Alberto Fouillioux
- Elías Figueroa
- Lizardo Garrido
- Jaime Pizarro
- Gabriel "Coca" Mendoza
- Jaime Fillol
- Gabriela Sabatini

## Auspiciadores
- Café Dolca de Nestlé (1988-1989)
- Nescafé Dolca (1990-1995)
- Bansander AFP (1996)